# 広島県歯科医師会
一般社団法人広島県歯科医師会（ひろしまけんしかいしかい 英称 Hiroshima Prefectural Dental Association）は、広島県の歯科医師を会員とする法人。

## 所在地
- 〒732-0057 広島県広島市東区二葉の里三丁目2番4号

## 郡市地区歯科医師会
- 広島市歯科医師会
- 安佐歯科医師会
- 呉市歯科医師会
- 三原市歯科医師会
- 尾道市歯科医師会
- 福山市歯科医師会
- 大竹市歯科医師会
- 因島歯科医師会
- 佐伯歯科医師会
- 山県郡歯科医師会
- 安芸歯科医師会
- 東広島市歯科医師会
- 竹原・豊田歯科医師会
- 御調・世羅郡歯科医師会
- 府中地区歯科医師会
- 神石郡歯科医師会
- 安芸高田市歯科医師会
- 三次市歯科医師会
- 庄原市歯科医師会